# Bulweria fallax
O Painho de Jouanin ou alma-negra-arábica   (Bulweria fallax) é uma espécie de ave marinha da família Procellariidae.
Pode ser encontrada nos seguintes países: Djibouti, Indonésia, Quénia, Maldivas, Moçambique, Omã, Arábia Saudita, Seychelles, Somália, Estados Unidos da América e Iémen.
Os seus habitats naturais são: mar aberto e mar costeiro.